# The Circle (film fra 2017)
The Circle er en amerikansk thriller fra 2017, filmen er instrueret af af James Ponsoldt og skrevet af Ponsoldt og Dave Eggers, filmen er baseret på Eggers roman med samme navn fra 2013.

## Medvirkende
- Tom Hanks som Bailey
- Emma Watson som Mae Holland
- Karen Gillan som Annie
- John Boyega som Kalden
- Poorna Jagannathan som Dr. Villalobos
- Elvy Yost som Sabine
- Ellar Coltrane som Mercer
- Bill Paxton som Maes far
- Ellen Wong som Renata
- Patton Oswalt som Tom Stenton